# ХК Дукла Тренчин
ХК Дукла Тренчин (слч. Hokejový Klub Dukla Trenčín) професионални је словачки клуб хокеја на леду из града Тренчина. Тренутно се такмичи у елитној хокејашкој Екстралиги Словачке у којој игра од њеног оснивања 1993. године.
Клуб је троструки првак Словачке (у сезонама 1993/94, 1996/97. и 2003/04), односно власник је једне титуле првака Чехословачке из сезоне 1991/92.
Своје домаће утакмице клуб игра у леденој дворани Павол Демитра капацитета око 6.150 седећих места.

## Историјат
Хокејашки клуб Дукла из Тренчина службено је основан 19. јануара 1962. године када је некадашљи војнички клуб из места Опава (данас Чешка Република) пресељен у град Тренчин. Како је клуб био у војном власништву отуда и данас нози надимак Војаци (војници) (слч. Vojaci). Клуб са такмичењима почиње у сезони 1963/64. која је уједно била и инаугурална сезона тадашње Словачке прве народне хокејашке лиге (1. СНХЛ, друголигашки ранг клупског хокеја тадашње Чехословачке).
Прву титулу у СНХЛ-у клуб је освојио у сезони 1965/66, што им је обезбедило пласман у додатни плејоф за елитну Чехословачку лигу. Међутим како су у баражу изгубили 5 од могућих 6 утакмица нису успели да се пласирају у елитни ранг такмичења. Клуб се у истом рангу такмичења налазио све до сезоне 1976/77. када је прво место у другој лиги касније „потврђено“ и пласманом у елитну дивизију. У међувремену освојене су титуле првака Словачке у сезонама 1967/68. и 1970/71.
Клуб је у елитној лиги Чехословачке играо пуних 5 сезона узастопно, да би због лоших резултата у сезони 1981/82. једну сезону провео у словачкој лиги. Уследио је „експресни“ повратак у елиту, а знатно бољи резултати у наредним сезонама крунисани су титулом националног првака Чехословачке у сезони 1991/92. године.
Након распада Чехословачке који се десио 1. јануара 1993. екипа Дукле постаје делом новоформиране Словачке екстралиге. Екипа Дукле је у прве 4 сезоне лиге играла 4 узастопна финала националног плејофа, сваки пут против екипе Кошица, а у историју словачког хокеја улази као прва екипа која је освојила титулу националног првака независне Словачке Републике. Након два пораза од Кошица у финалима 1994/95. и 1995/96. у сезони 1996/97. освојена је нова титула. До треће титуле у историји екипа долази у сезони 2003/04. након победе од укупно 4:2 над екипом Звољена у финалу националног плејофа.
Услед штрајка играча у НХЛ лиги у сезони 2004/05. бројни играчи из тог такмичења су играли широм Европе, а у екипи Дукле су наступали Павол Демитра, Маријан Хоса и Маријан Габорик. Демитра је једини остао у клубу целу сезону, а са укупно 82 индексна поена проглашен је за најкориснијег играча лиге. Екипа је ту сезону окончала поразом у полуфиналу плејофа од Слована са укупно 3:4 у победама.
Ледена дворана у којој екипа Дукле игра своје домаће утакмице носи име по Паволу Демитри који је погинуо у авионској несрећи код Јарославља у септембру 2011, када је страдао цео тим руске Локомотиве.

### Успеси
Словачка екстралига
- Три титуле: 1993/94, 1996/97, 2003/04.

Прва лига Чехословачке
- Једна титула: 1991/92.

Словачка прва народна хокејашка лига
- Пет титула: 1965/66, 1967/68, 1970/71, 1976/77, 1982/83.

## Повучени бројеви дресова
У хокејашком клубу Дукла из Тренчина повучени су дресови са следећим бројевима:
| - #10 Ото Хашчак (Н) | - #38 Павол Демитра (Н) |

## Познати играчи
| - Жигмунд Палфи - Мирослав Шатан | - Бранко Радивојевић - Павол Демитра | - Здено Хара - Томаш Татар | - Маријан Хоса - Маријан Габорик |